# Крослејк (Минесота)
Крослејк (енгл. Crosslake) град је у америчкој савезној држави Минесота.

## Демографија
По попису из 2010. године број становника је 2.141, што је 248 (13,1%) становника више него 2000. године.
| Група             | 2000.         | 2010.         |
| Белци             | 1.875 (99,0%) | 2.106 (98,4%) |
| Афроамериканци    | 1 (0,1%)      | 6 (0,3%)      |
| Азијати           | 1 (0,1%)      | 3 (0,1%)      |
| Хиспаноамериканци | 13 (0,7%)     | 5 (0,2%)      |
| Укупно            | 1.893         | 2.141         |